# Орсини, Пьетро
Пьетро Орсини (Orsini, Pietro) — католический церковный деятель XI века. Библиотекарь Римской Церкви. Возведён в ранг кардинала-дьякона на консистории 1069 года, позднее стал кардиналом-священником церкви Сан-Клементе. Вместе с кардиналом Джованни Минуццо был послан в качестве папского легата в Англию, где председательствовал на соборе в Винчестере в 1070 году.